# Maesa calcarea
Maesa calcarea är en viveväxtart som beskrevs av Herman Otto Sleumer. Maesa calcarea ingår i släktet Maesa och familjen viveväxter. Inga underarter finns listade i Catalogue of Life.